# Anagogia
Anagogia (ἀναγωγή) é uma palavra derivada do grego que sugere uma "subida" ou "ascensão", no sentido de êxtase místico, ou arrebatamento da alma na contemplação das coisas divinas. O anagógico é um método de interpretação mística ou espiritual de símbolos, declarações ou eventos, especialmente exegese escritural, que detecta alusões à vida após a morte.
Certos teólogos medievais descrevem quatro métodos de interpretação das escrituras: literal / histórico, tropológico, alegórico e anagógico. Hugo de São Vitor, em De scripturis et scriptoribus sacris, distinguiu anagogia como uma espécie de alegoria simples. Diferenciava-se da seguinte maneira: numa simples alegoria, uma ação invisível é (simplesmente) significada ou representada por uma ação visível; anagogia é aquele "raciocínio para cima" ( sursum ductio ), quando, a partir do visível, a ação invisível é revelada.
Os quatro métodos de interpretação apontam em quatro sentidos diferentes:
- literal / histórico: para o conhecido - o sentido evidente e óbvio do texto;
- alegórico: para o oculto - o sentido mais profundo ou velado;
- tropológico ou moral: para baixo - o sentido moral / humano;
- anagógico: para cima - o sentido espiritual / celestial.